# エルンスト・カルテンブルンナー
エルンスト・カルテンブルンナー（Ernst Kaltenbrunner, 1903年10月4日 - 1946年10月16日）は、オーストリア及びドイツの法律家、政治家。ナチス親衛隊（SS）高官。最終階級は親衛隊大将、武装親衛隊大将及び警察大将。
ナチス親衛隊（SS）の幹部の一人でオーストリアの親衛隊及び警察高級指導者（HSSPF）を経て、ラインハルト・ハイドリヒの死後の1943年にRSHA長官となり、ヨーロッパにおいてユダヤ人の絶滅政策の執行にあたった。ドイツ敗戦後にニュルンベルク国際軍事裁判において戦争犯罪人として起訴され、死刑宣告を受けて絞首刑に処せられた。

## 生涯

### 前半生
1903年、オーストリア＝ハンガリー帝国オーバーエスターライヒ州の工業都市リート・イム・インクライス（de:Ried im Innkreis）に生まれる。父は弁護士のフーゴ・カルテンブルンナー（Hugo Kaltenbrunner）。母はその妻テレーゼ（Therese）。カルテンブルンナー家はカトリック家庭で祖父の代から弁護士だった。
7歳までラープで育ち、1913年にリンツの実科ギムナジウムに入学。ギムナジウム在学中に汎ゲルマン主義的で反教権主義的なブルシェンシャフト「ホーエンスタウフェン」に加入している。またこのギムナジウムにはアドルフ・アイヒマンも通っており、二人は友人だった。
1921年秋にグラーツのグラーツ工科大学に入学した。はじめ化学を専攻したが、1923年に法学に転じた。1926年夏に法学博士の学位を取得している。カルテンブルンナー本人によれば彼の大学生活は、炭鉱で夜勤をしながらの苦学だったといい、しばしば自分が労働者の友である事を強調していた。大学在学中にブルシェンシャフト「アルミニア」に加わっている。カルテンブルンナーは熱心な活動家であり、団体の中心的役割を占めた。汎ゲルマン主義、反教権主義、反ユダヤ主義、反自由主義思想などに影響され、ドイツ人によるドイツ・オーストリア統一を目指した。
1926年にグラーツからリンツへ移り、リンツ地方裁判所において司法官試補の研修を受けた。1928年には弁護士の事務所に就職した。

### オーストリア・ナチ時代
1928年に国粋主義的体操クラブ、1929年に護国団の準軍事活動に参加した。しかしこれらの団体はカルテンブルンナーの主目的であったドイツによるオーストリア併合に充分熱心とは言えなかったため、彼は1930年10月18日にオーストリアの国家社会主義ドイツ労働者党に入党した。さらにヨーゼフ・ディートリヒの勧めで1931年8月31日に親衛隊に入隊した（隊員番号13039）。オーストリアの親衛隊部隊はオーストリア・ナチ党の指揮下ではなく、ドイツの親衛隊全国指導者ハインリヒ・ヒムラーの直接指揮下にあった。
1932年から父の法律事務所で働き、ナチ党員の無料弁護活動に奉仕した。1933年にドイツでナチ党が政権を取ると、オーストリアでもナチ党の活動が活発となり、政府の警戒心が高まり、1933年6月にエンゲルベルト・ドルフース首相によってオーストリアナチ党は禁止された。ドルフースはナチ党員を逮捕して強制収容所へ入れた。カルテンブルンナーは1934年1月14日にはエリーザベト・エーデル（Elisabeth Eder）と結婚したが、この翌日にナチ党員として逮捕され、カイザーシュタインブルッフ収容所に収容された。同年4月まで収容されていた。
1934年6月15日にリンツの親衛隊第37連隊（37.SS-Standarte）司令官に任じられた。1935年5月に国家反逆罪で再逮捕された。禁固6ヶ月に処されるとともに弁護士資格をはく奪された。ヒムラーはそれでもカルテンブルンナーにオーストリアに留まるよう命じ、1935年6月15日に彼を第37連隊司令官から親衛隊地区VIII区（本部リンツ）司令官に昇進させた（1938年3月12日まで在職）。カルテンブルンナーはしばしばリンツから密入国でドイツに入り、ヒムラーやSD長官ラインハルト・ハイドリヒ、SD外国部長ハインツ・ヨストなどに報告を行った。1936年以降、ドイツの「オーストリア救済事業局」から資金の流れる救済事業局基金を非合法で設置し、オーストリアの地下運動指導者にその資金を配分し、彼らを通じてドイツ政府からの秘密指令を伝達した。
1936年7月11日に駐ウィーン・ドイツ公使フランツ・フォン・パーペンの仲介でオーストリア首相クルト・シュシュニックとドイツ総統アドルフ・ヒトラーの間に協定が成立した。ヒムラーからオーストリアの親衛隊にこの協定を破壊するような活動をしないよう命令が下り、1937年1月20日に急進派を抑えられる者としてカルテンブルンナーがオーストリア全域の親衛隊の総指揮者である親衛隊上級地区「エスターライヒ（オーストリア）（Österreich）」の司令官に任じられた。カルテンブルンナーはオーストリアナチ党の中でケルンテンの党指導者フリードリヒ・ライナー（de）に近い立場を取っていた。すなわちシュシュニックがナチ党を合法化する見込みはなく、したがって非合法活動からの完全な撤収には反対するという立場だった。しかしライナーとカルテンブルンナーは、ヒムラーからの要請を受けいれて、穏健派のアルトゥール・ザイス＝インクヴァルトの立場を支持するに至った。カルテンブルンナーらはザイス＝インクヴァルトと対立するナチ党下オーストリア大管区指導者ヨーゼフ・レオポルト（de）らを失脚させる事に成功し、オーストリア・ナチ党の党内抗争に勝利した。

### オーストリア併合
1938年2月12日に行われたベルヒテスガーデンでのヒトラーとシュシュニックの会談に基づき、2月16日にザイス＝インクヴァルトがオーストリア内相に任命された。
しかしシュシュニックはなおもオーストリア独立にこだわったので、ヒトラーは、3月11日午前2時頃にドイツ軍部隊を国境に出動させた。ヒトラーやヘルマン・ゲーリングからの要求で同日午後7時にシュシュニックは首相を辞任し、ヴィルヘルム・ミクラス（de）大統領は後任としてザイス＝インクヴァルトを首相に任命した。
ザイス＝インクヴァルト新首相はシュシュニック時代からの保安担当国務長官（Staatssekretär für öffentliche Sicherheit）ミヒャエル・スクーブル博士（de）を留任させたが、ヒムラーから介入があり、スクーブルは辞職することになり、カルテンブルンナーがその後任となった。3月13日にはオーストリアで「オーストリアとドイツ国との再統一に関する法律（合併法）」が制定され、オーストリアはドイツのオストマルク州となった。

### オーストリア併合後

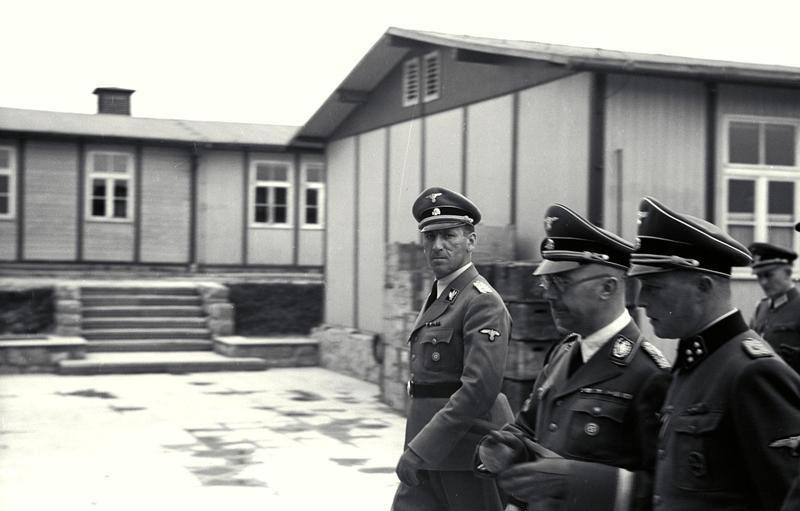
1941年、親衛隊全国指導者ハインリヒ・ヒムラーのマウトハウゼン強制収容所視察に「ドナウ」親衛隊及び警察高級指導者として同道するカルテンブルンナー。右はマウトハウゼン収容所所長フランツ・ツィライス。

1938年3月13日のオーストリア併合後もオストマルク州国家代理官となったザイス＝インクヴァルトのもとで1938年8月までオストマルク保安担当国務長官を引き続き務めた。ヒムラーの命令でリンツの東方約20キロの場所に作られたマウトハウゼン強制収容所の創設に関与した。またオーストリアのゲシュタポ組織の創設にも関与した。1939年1月にはドイツ国会の国会議員となる。
また1938年3月に併合とともに親衛隊上級地区「エスターライヒ」の本部をリンツからウィーンに移し、続いて1938年5月には親衛隊上級地区「ドナウ」と名称を変更させた。1938年9月11日にウィーンに本部を置く「ドナウ」親衛隊及び警察高級指導者職も与えられた。カルテンブルンナーが務める親衛隊上級地区「ドナウ」指導者と「ドナウ」親衛隊警察高級指導者は、はじめオーストリア全域の親衛隊と警察を支配する職位であったが、1939年にオーストリア地域の親衛隊と警察を二分割する再編成があり、「ドナウ」から分かれて「アルペンラント」という親衛隊及び警察高級指導者職と親衛隊上級地区が新設された。これによりザルツブルク、ティロル、フォアアールベルク、ケルンテン、シュタイアーマルク、ブルゲンラント南部は「アルペンラント」の管轄となった。ウィーン、オーバーエスターライヒ、ニーダーエスターライヒ、ブルゲンラント北部の親衛隊と警察のみがカルテンブルンナーの「ドナウ」の所管となった。
親衛隊及び警察高級指導者は、ハインリヒ・ヒムラーの親衛隊全国指導者、全ドイツ警察長官の地位を地域レベルで代行する職位であるので理論上はその管轄地域の親衛隊と警察に最高指揮権があるはずだが、ラインハルト・ハイドリヒの保安警察やクルト・ダリューゲの秩序警察は地方に保安警察監察官や秩序警察監察官を設け、地元の保安警察や秩序警察の指揮を取らせていた。保安警察監察官は保安警察長官（ハイドリヒ）、秩序警察監察官は秩序警察長官（ダリューゲ）に属し、親衛隊及び警察高級指導者の指揮下には事実上なかった。カルテンブルンナーの管轄する「ドナウ」でもこうした事態となり、カルテンブルンナーの地元の警察への指揮権はかなり制限されたものであった。
ハイドリヒはオーストリア併合後すぐにウィーンにアドルフ・アイヒマンを派遣してユダヤ人国外移住本部を創設させ、オーストリア・ユダヤ人の国外追放を徹底的に行ったが、こうした活動にもカルテンブルンナーは一切関与していない。
カルテンブルンナーは、親衛隊上級地区「ドナウ」指導者職と「ドナウ」親衛隊警察高級指導者職に国家保安本部長官の職務にあたるようになった1943年1月31日まで在職している。

### 国家保安本部長官
1942年6月4日に国家保安本部（RSHA）長官ラインハルト・ハイドリヒがチェコ人工作員の襲撃で負った傷が原因で死去した。その後、ハインリヒ・ヒムラーが国家保安本部長官を兼務していたが（国家保安本部長官代理にブルーノ・シュトレッケンバッハが任じられていた）、1942年12月10日にヒムラーはヒトラーの同意を得て、カルテンブルンナーを後任の国家保安本部長官に内定した。1943年1月30日にカルテンブルンナーは国家保安本部長官に任命された。1月31日にヒトラーがカルテンブルンナーの国家保安本部長官任命を発表した。
これによって彼はゲシュタポ、刑事警察、親衛隊情報部（SD）、および東部戦線後方で敗戦までに100万人を殺害したアインザッツグルッペンなどの責任者となった。人種再定住計画や「ユダヤ人問題の最終的解決」の執行者となった。カルテンブルンナーの督励により、ヨーロッパ中でユダヤ人狩りが組織的に実行され、数百万人が抹殺された。しかし基本的にはカルテンブルンナーはヒムラーとハイドリヒがすでに敷いた路線を継承したにすぎなかった。カルテンブルンナーがこれまでの路線に変更を施したところといえば、1943年春と夏にこれまで絶滅政策の対象外となっていたテレージエンシュタット・ゲットーの「特権的ドイツ系ユダヤ人」たちも絶滅過程に組み入れることを決定したことがある。
1944年2月にはヴィルヘルム・カナリス提督の失脚に伴い、その指揮下だった国防軍諜報部「アプヴェーア」は、国家保安本部第VI局（局長ヴァルター・シェレンベルク）の下部組織にされた。
1944年3月には「弾丸布告（Kugel-Erlaß）」を発令した。これによりアメリカ人とイギリス人を除く逃亡した戦争捕虜は国家保安本部の保安警察とSDに引き渡され、マウトハウゼン強制収容所で銃殺されることとなった。この布告の対象は士官および上級下士官で、国際赤十字委員会からの照会があれば「逃亡後、いまだ発見されず」と回答するよう定められた。
1944年3月にドイツ軍がハンガリーを占領。カルテンブルンナーは1944年3月22日にハンガリーに赴き、新しい首相に立てられた親独派ストーヤイ・デメと会見した。ハンガリー政府が国家保安本部が行う「ユダヤ人問題の迅速な解決」に協力し、ユダヤ人移送を妨害しない約束を取り付けた。その後も数日間ブダペストに留まり、ハンガリー当局とユダヤ人移送について協議し、実施の詳細についてはアドルフ・アイヒマンにゆだねた。アイヒマンの指揮のもとに1944年5月半ばから6月30日までのわずか一ヶ月半の間に38万1600人のユダヤ人がアウシュヴィッツ＝ビルケナウ強制収容所へ送られ、うち24万人がガス室へ送られて殺された。
1944年6月にはドイツを空爆した連合国パイロットの取り扱いについて国防軍最高司令部作戦本部長代理ヴァルター・ヴァルリモントと協議した。連合国パイロットのうち、直接に市民やその財産を狙う機銃掃射をしたと認められるパイロットは、SDに引き渡されて「特別待遇」に処す事を決定した。

### ヒトラー暗殺未遂事件

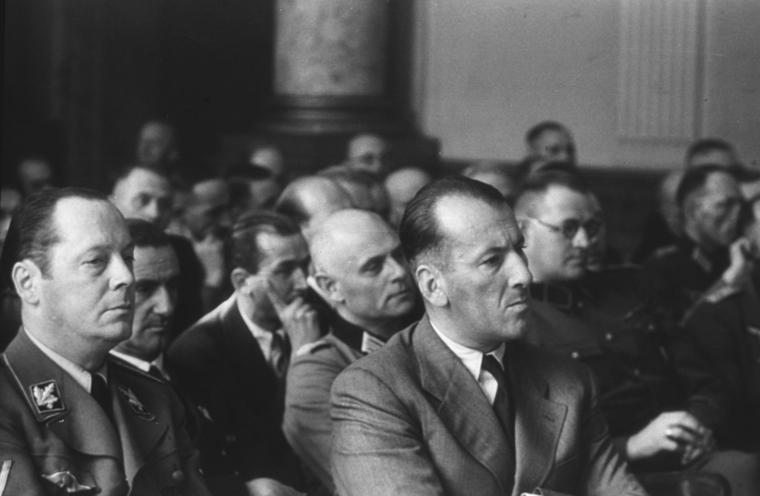
1944年7月20日のヒトラー暗殺未遂事件で国家保安本部に逮捕された被告人が裁かれる人民法廷において、平服姿で傍聴するカルテンブルンナー。

1944年7月20日12時40分過ぎ、東プロイセン・ラステンブルクにあった総統大本営「ヴォルフスシャンツェ」の会議室において、ヒトラーが将校たちと会議中に参謀本部大佐クラウス・フォン・シュタウフェンベルク伯爵（国内予備軍参謀長）が仕掛けた時限爆弾が爆発した。将校や速記者に死亡者・負傷者がでたが、ヒトラーは軽傷を負うにとどまった（ヒトラー暗殺計画）。
カルテンブルンナーは事件の際にベルリンの国家保安本部にあったが、彼の初動捜査はお世辞にも良かったとはいえなかった。会議室から一人姿を消したシュタウフェンベルク大佐を尋問するようカルテンブルンナーは電話で命令を受けた。ただちにゲシュタポ将校フンベルト・アッハマー・ピフラーダー親衛隊上級大佐（de:Humbert Achamer-Pifrader）を国内予備軍司令部があるベントラー街国防省に派遣したが、ピフラーダーはシュタウフェンベルク達に拘束されてしまった。ピフラーダーが戻ってこないのに気づいたカルテンブルンナーと国家保安本部は今度は敵を過大に見積もってしまい、麻痺状態に陥ってしまった。彼らは「ヴァルキューレ作戦」に従ってベルリンの官庁街を動き回る国防軍軍人たちに対して何ら有効な手立てを打てなかった。
しかし7月20日のうちにベントラー街内部で反クーデター派軍人がクーデター派軍人を取り押さえた。国内予備軍司令官フリードリヒ・フロム上級大将の命令でシュタウフェンベルクらクーデター派のリーダー格は銃殺刑に処せられた。カルテンブルンナーはすぐにベントラー街に急行し、捜査を行うのでそれ以上独断の銃殺刑を執行しないようフロムに指示した。
その後の捜査は国家保安本部を本拠として行われ、カルテンブルンナーが指揮を執った。国家保安本部ゲシュタポ局長ハインリヒ・ミュラーの下に「1944年7月20日特別委員会」を創設させて捜査を開始させ、その調査結果をまとめて党官房長マルティン・ボルマンに提出した。捜査は徹底して行われ、7,000人近くが逮捕された。そのうちローラント・フライスラーの人民裁判所へ送られて処刑された者の数は少なくとも200人に及ぶという。カルテンブルンナーは捜査の責任者として人民裁判所で裁判の様子を傍聴したが、フライスラーの裁判指揮に不快感を抱いた。「この三文役者は、無能な革命家や失敗した暗殺者さえも殉教者にしてしまう」と不満を漏らしている。マルティン・ボルマンへの報告書の中でもフライスラーのやり方を批判しているが、ヒトラーはフライスラーのやり方でよいと判断し、陰謀者たちの裁判をその後もフライスラーに任せた。カルテンブルンナーの報告書は空振りに終わった。

### 大戦末期
カルテンブルンナーは1945年3月半ばと4月半ばに独断で単独講和を企て、SD将校ヴィルヘルム・ヘットル親衛隊少佐（de）をスイスへ派遣してアメリカの情報機関OSS（CIAの前身）のヨーロッパ代表アレン・ウェルシュ・ダレスと交渉させるなどしている。しかし交渉は失敗に終わった。
敗戦も間近になった1945年4月19日にカルテンブルンナーは側近とともにベルリンを離れ、ザルツブルクへ自らの司令部を移した。「アルプス国家要塞」に立て籠もり、ここで最後まで抵抗を支援するはずだった。多くのナチ党高官が強奪した貴重品を持ち込み戦後に備えた。5月1日にはシュタイアーマルクのアルトアウスゼー（de）へ移った。アドルフ・アイヒマンがアルトアウスゼーにユダヤ人移送の報告に現れたが、カルテンブルンナーはもはや何の関心も示さなかった。

### 捕虜
1945年5月11日にアメリカ陸軍CIC（対敵諜報部隊）（en）がカルテンブルンナーの身柄を拘束した。
カルテンブルンナーはノルトハウゼン近くのアメリカ軍の収容所に送られることになった。偽名を名乗っていたことから、当初アメリカ軍は彼がカルテンブルンナーだと認知しておらず、単なるドイツ軍将校と思っていた。しかし、移動中に彼を見つけた愛人が本名を叫んで抱きついたことからカルテンブルンナーであることがばれた。まもなくルクセンブルクのバート・モンドルフ（de）のパレス・ホテルに設けられた収容所へ送られた。ここはナチスの最大の大物と見なされた捕虜が収容されていた場所で、ヘルマン・ゲーリング、カール・デーニッツ、ヨアヒム・フォン・リッベントロップ、アルベルト・シュペーア、ヴィルヘルム・カイテル、フランツ・フォン・パーペン、ヒャルマル・シャハト、アルフレート・ローゼンベルク、ユリウス・シュトライヒャーなど後にニュルンベルク裁判にかけられることになる者たちが収容されていた。

### ニュルンベルク裁判

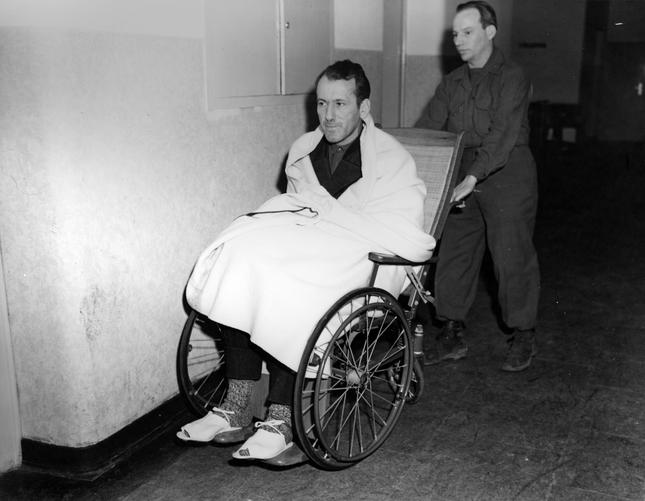
病院から法廷へ連れて行かれるカルテンブルンナー

1945年9月に国際軍事裁判が開かれることとなったニュルンベルクの刑務所に送られたが、刑務所でのカルテンブルンナーは、前述の通りヨーロッパにおけるユダヤ人の絶滅政策の執行にあたったという前歴や、日頃の酒癖の悪さも相まって、被告仲間からは「SSの豚野郎」と呼ばれるなど、ユリウス・シュトライヒャーと同様に忌み嫌われた存在であったという。
国際軍事裁判で彼は米軍による不当な待遇について述べ、うちひしがれた様子だった。彼は第一訴因「侵略戦争の共同謀議」、第三訴因「戦争犯罪」、第四訴因「人道に対する罪」で起訴された。起訴状を届けられた時、カルテンブルンナーは「家族に会わせてくれ」と泣き出した。起訴状についてコメントを書くことを求められると「いかなる戦争犯罪についても私は無罪だと思っています。私は諜報員としての任務を果たしただけです。ヒムラーの代役を務めることは拒否します。」と書いた。
裁判の開廷直前に彼はクモ膜下出血を起こして独房の中で卒倒し、病院へ担ぎ込まれた。不安とストレスで血圧を押し上げて血管が破れたのだった。ニュルンベルク裁判は1945年11月20日から開廷したが、彼は治療のためにしばらく欠席した。しかし12月10日からは出廷させられた。
検察側論告ではソ連首席検事ロマーン・ルジェーンコ中将が「カルテンブルンナーはチェコスロヴァキアの愛国者により逆処刑された首切り役人ラインハルト・ハイドリヒの後継者として、ヒムラーによれば最適任者であった。カルテンブルンナーは処刑人の後継者として、また自ら処刑人として、ヒトラー一味の一般的犯罪計画の、極めて嫌悪すべき機能を有した」と非難した。
裁判が始まると彼はいかなる手段を用いてでも死刑を避けようとするようになった。自分を弁護する法廷戦術として彼が用いたのは、ゲシュタポをはじめとする彼の指揮下にある機関が重大な犯罪を犯したことを認めつつ、彼自身はその犯罪へいかなる関与もしていないと主張することだった。彼は、自分が実行犯というよりはただそのような機密業務について、ある種の名目的代表を務めただけだと主張し、実際にはSDの諜報活動以外には一切携わっていないと主張した。犯罪は自分が国家保安本部に関わりあいになる以前に行われた行動の結果だと主張した。必要とあらば検察が提示した文書の自分のサインを否認しさえした。
1946年10月1日、被告人全員に判決が言い渡された。まず被告人全員がそろった中、一人ずつ判決文が読み上げられた。カルテンブルンナーの判決文は「カルテンブルンナーが、侵略戦争遂行計画に関与した証拠はない。ドイツ・オーストリア併合は、侵略戦争とは非難されていない。」として彼を第一起訴事項「侵略戦争の共同謀議」について無罪とした。一方、「カルテンブルンナーは強制収容所の状況をよく知っていた」「強制収容所内でのユダヤ人の殺害はRSHAの管轄事項であり、カルテンブルンナーはその長官である」「"ユダヤ人問題の最終的解決"に指導的役割を果たした。」「"弾丸布告"をはじめとする捕虜の虐待と殺害に関与した」として第三起訴事項「戦争犯罪」と第四起訴事項「人道に対する罪」について有罪とした。その後、個別に言い渡される量刑判決で彼は絞首刑判決を受けた。

### 処刑
1946年10月4日に死刑囚カルテンブルンナーは43歳の誕生日を迎えたが、それについてカルテンブルンナーは「ポケットに死刑判決文を入れて誕生日を迎えるのはまことに奇妙な感覚だ」と述べた。また上官のヒムラーを恨み、「奴は部下に名誉と忠誠を要求しながら、自分自身はさっさと自殺して逃げてしまった」と怒りを露わにした。
10月16日午前1時10分から自殺したヘルマン・ゲーリングを除く死刑囚10人の絞首刑が順番に執行された。カルテンブルンナーはヨアヒム・フォン・リッベントロップとヴィルヘルム・カイテルに次いで三番目に刑執行を受けた。
最期の言葉は「私は私の国民と私の祖国に、熱い心をもって仕えました。私は私の義務を、祖国の法律に従って果たしました。困難な時代に我が国民がもっぱら軍人的な人たちに率いられなかったことを私は残念に思います。犯罪が行われた事も残念ですが、私はそれに何の関わりもありません。ドイツよ、健やかに。」だった。
自殺したゲーリングを含めてカルテンブルンナーら11人の遺体は、アメリカ軍のカメラマンによって撮影された。撮影後、木箱に入れられ、アメリカ軍の軍用トラックでミュンヘン郊外の墓地の火葬場へ運ばれ、そこで焼かれた。遺骨はイーザル川の支流コンヴェンツ川に流された。

## キャリア

### 親衛隊階級
- 1932年9月25日、親衛隊大尉（SS-Sturmhauptführer）
- 1936年4月20日、親衛隊大佐（SS-Standartenführer）
- 1937年4月20日、親衛隊上級大佐（SS-Oberführer）
- 1938年3月12日、親衛隊少将（SS-Brigadeführer）
- 1938年9月11日、親衛隊中将（SS-Gruppenführer）
- 1941年4月1日、警察中将（Generalleutnant der Polizei）
- 1943年6月21日、親衛隊大将及び警察大将（SS-Obergruppenführer und General der Polizei）
- 1944年12月1日、武装親衛隊大将（General der Waffen-SS）[5]

### 受章
- 血の勲章（1942年5月6日）
- 戦功十字章
  - 一級章（1943年1月30日）
  - 騎士章（1944年11月15日）
- ドイツ十字章
  - 銀章（1943年10月22日）
- 黄金ナチ党員バッジ（1939年1月30日）[5]

## 人物

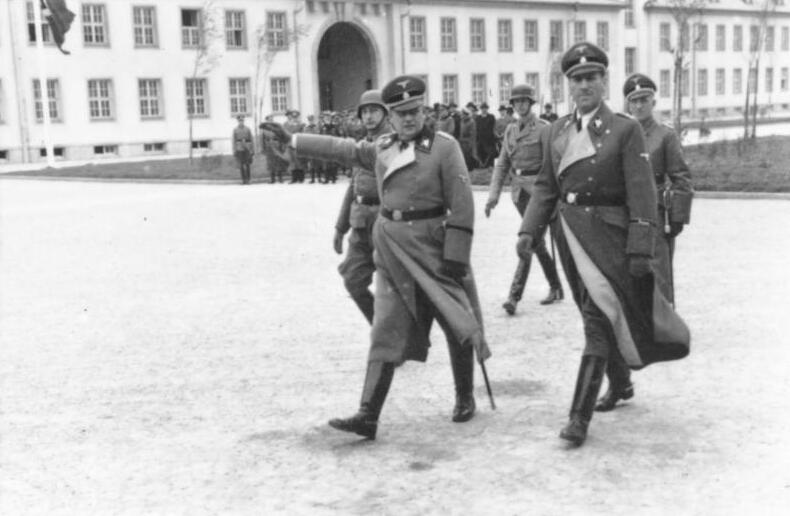
フリードリヒ・ヴィルヘルム・クリューガーSS大将とともに歩くオーストリア親衛隊及び警察指導者時代のカルテンブルンナー（1941年ウィーン）

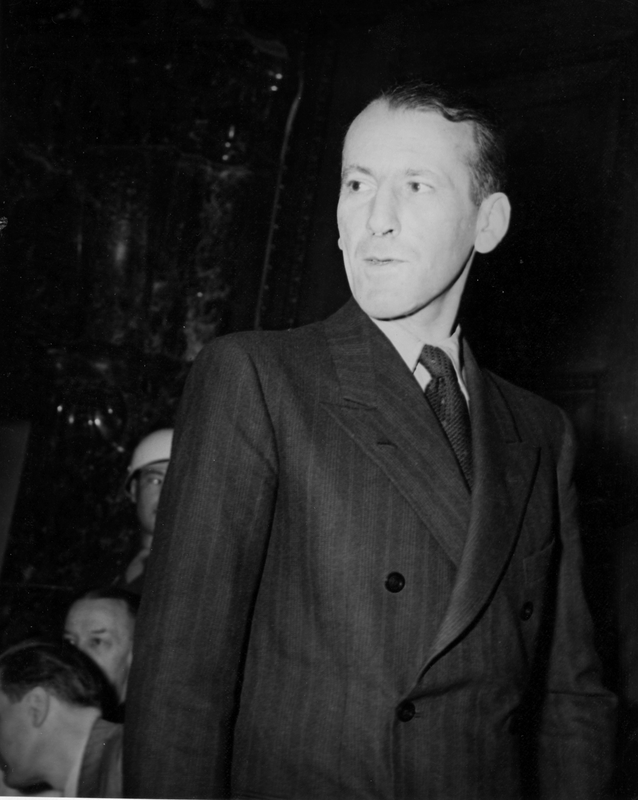
ニュルンベルク裁判の際のカルテンブルンナー

- 身長2メートルを越える長身でがっしりした体型だった[13]。その体格と恐ろしげな頬の傷によりニュルンベルク裁判被告人の中でも最も「ナチスらしいナチス」として評判で、彼が入廷するとカメラマンたちがこぞってレンズを向けた[67]。もっとも、彼の頬の傷は戦傷や決闘でできたものではなく、交通事故を起こした際にフロントガラスに突っ込んでついたものであった[52]。
- ニュルンベルク刑務所付心理分析官グスタフ・ギルバート大尉が、開廷前に被告人全員に対して行ったウェクスラー・ベルビュー成人知能検査によると、カルテンブルンナーの知能指数は113で、全被告人中ではユリウス・シュトライヒャーに次いで2番目に低かった[68]。
- アルコール中毒者でチェーンスモーカーだったという[13]。

### ニュルンベルク裁判中のインタビュー
- ニュルンベルク裁判中のレオン・ゴールデンソーンのインタビューの中で「私はヒムラーの命による残虐行為から人々が連想するような粗野で扱いにくい人間ではない。私はそれらの行為とは一切無関係だ」「私は第二のヒムラーだと思われている。そんなことはないのだが。新聞は私を犯罪者扱いしている。誰も殺していないというのに」と述べた[69]。
- ニュルンベルク裁判については次のように批判した。「検察はドイツがアメリカに宣戦布告したと主張している。純法律的にいえばそれは真実だが、それはアメリカ軍が宣戦布告なしで海上でドイツ軍を先制攻撃したからに他ならないではないか。たしかアメリカの艦船は武器を搭載してドイツの潜水艦を砲撃すべしというルーズヴェルトの命令があったはずだ。このような事情から各国への侵略戦争の謀議での起訴が不当であることはたびたび証明されている。独房の私は証拠資料や歴史書の助けを借りることなく、自分の記憶だけを頼りにこれらの問題に専念しなければならない。」「日々被告側が新たな主張をするのを拒んでいる法廷のやり方だって似たようなものだ。毎日我々の答弁を崩したり制限したりする判断が下されているのだから」「いまロシア人も同じ法廷にいて侵略戦争を犯した廉で我々を起訴している。実際に侵略戦争を画策したのは彼らの方だというのに」[70]。
- また次のように述べて、ナチス政権によるナチ化政策は連合国による非ナチ化政策やソ連の赤化政策ほど圧政的ではないと弁護した。「ワイマール共和国の崩壊後、旧体制を葬り去り、民主政体の支持者を権力の座から合法的に遠ざけるため法律が必要になった。ロシア革命後、共産党は非共産党員を一人残らず銃殺することによってそれを達成した。もっとあからさまに邪魔者を排除したわけだ。ナチ党が政権を取った1933年には銃殺という事態は極めて稀だった。」「1933年に警察官のナチ党員への入れ替えがあったが、ベルリンでは21％、バイエルンでは40人程度にとどまった。その程度で敵対者を根絶やしにしたと言えるだろうか。それにそういう警官が罷免されたのは素行が悪かったり、ナチ党の閣僚に対して侮辱的な言動に及んでいたからなのだ」[71]。
- ヒトラーについては次のように述べた。「独裁国家はリーダーが個人的な感情に流されないタイプであればうまくいくのだが、気にいらないことを言われて腹を立てるタイプではうまくいかない。リーダーが誰も信用しなかったり、自分の願望に負けて判断力を失ったあげく、自分自身を見失ったりしては独裁国家は絶対にうまくいかない。たとえばヒトラーがアメリカと平和にやっていくのは無理であり、ソ連はドイツとの戦争に向けて邁進していると思い込んでいるとしよう。このとき、誰かが貴方の考えは間違いであり、アメリカは多分和平を求めていると言ったとする。しかしヒトラーは耳を貸さないだろうし、両手の拳でテーブルを叩きつけて相手を黙らせるだろう。ヒトラーと冷静に話し合うことは不可能だった。ヒトラーは数字に関してはすばらしい記憶力の持ち主で各国の軍艦の排水トンを一隻ずつ正確に記憶していた。数字については海軍や財務の専門家よりずっと詳しかった。」「私が知る限りヒトラーは民主主義の原則を全否定していたわけではない。それどころかある種民主主義に好意的だった。過去10年間ナチ党は完全に一党独裁主義だったが、ヒトラーの最終目標は完全な議会政治だったのだから。まあ完全とは言えないが。つまりアメリカの大統領制のようにリーダーシップの原則は常に存在するが、当のリーダーは概ね民主主義の原則をよりどころとするということだ」[72]。
- ヒムラーについては次のように述べた。「ヒムラーはサディスティックというのでなく、ケチでつまらない人間だった。彼は元学校教師でいつまでも教師根性が抜けなかった。他人を罰することに快感を覚えていたのだ。教師が子供に必要以上に鞭を打ち、そこから快感を得るのと同じように。これは真の意味でのサディズムと異なる。つまりヒムラーは他人を教育して向上させることが自分の義務と思っていたのだ。このことと強制収容所でのユダヤ人虐殺は無関係だ。虐殺が起こったのはヒムラーが奴隷のようにヒトラーに追従したからだと私は思う」[69]、「ヒムラーはハイドリヒとダリューゲのライバル関係を逆手にとり、どちらが権力の座に近づくことも許さなかった。おかげでヒムラーはこの権力マニアたちから身を守ることができたのだ。何しろヒムラーは当時まだ元気だったダリューゲや抜け目のないハイドリヒに比べてずっと単純な人間だったのだから」[73]。
- ハイドリヒについては次のように述べた。「彼は凄まじいまでの野心家で権力欲の塊だった。底なしの権力欲とはあのことだ。非常に抜け目がないうえに狡猾な人間だった」[74]、「ハイドリヒはボルマンと親しいふりをし、各省の大臣とも親交を結んだ。ハイドリヒとボルマンは互いを信用していなかったが、どちらも相手のおかげで随分得をしていた。ヒムラーはボルマンのライバルであり、ハイドリヒは漁夫の利を得ていた。ハイドリヒはボルマンと親しいふりをしたが、ボルマンはハイドリヒがヒムラーの追従者であることを知っていた。ボルマンはハイドリヒを利用しようとし、ヒムラーは成り行きを見守っていた。ヒムラーとボルマンの間を行ったり来たりしながらハイドリヒは次第に頭角を現し、ついにヒトラーから直々に認められるようになった。」「ハイドリヒが早い段階でヒトラーの目に止まったのは、優れた組織力と正確な報告能力のおかげだ。この二つがヒトラーの関心事だった」[75]、「ノイラートが罷免された後、ハイドリヒはボルマンの力添えでノイラートの後任のボヘミア＝モラヴィア総督になった。大臣の地位を手に入れたわけだ。一方ヒムラーは1941年末の時点ではさほど高い地位にあったわけではなかった。ハイドリヒが自分より地位の高い大臣の地位に就いたことを知って、ヒムラーがどんな気持ちになったかは想像がつくだろう。次第に精神を病み始めていたダリューゲもしかりだ。彼は秩序警察長官のままだったが、それまではハイドリヒと同等の地位にあったのだから。」[76][注 1]。ハイドリヒの暗殺にヒムラーが関与していたと思うかという質問には「それはない。ただハイドリヒの暗殺がヒムラーにとって吉報だったのは確かだ」と述べた[77]。